# Return to Eden – Live at the Roundhouse

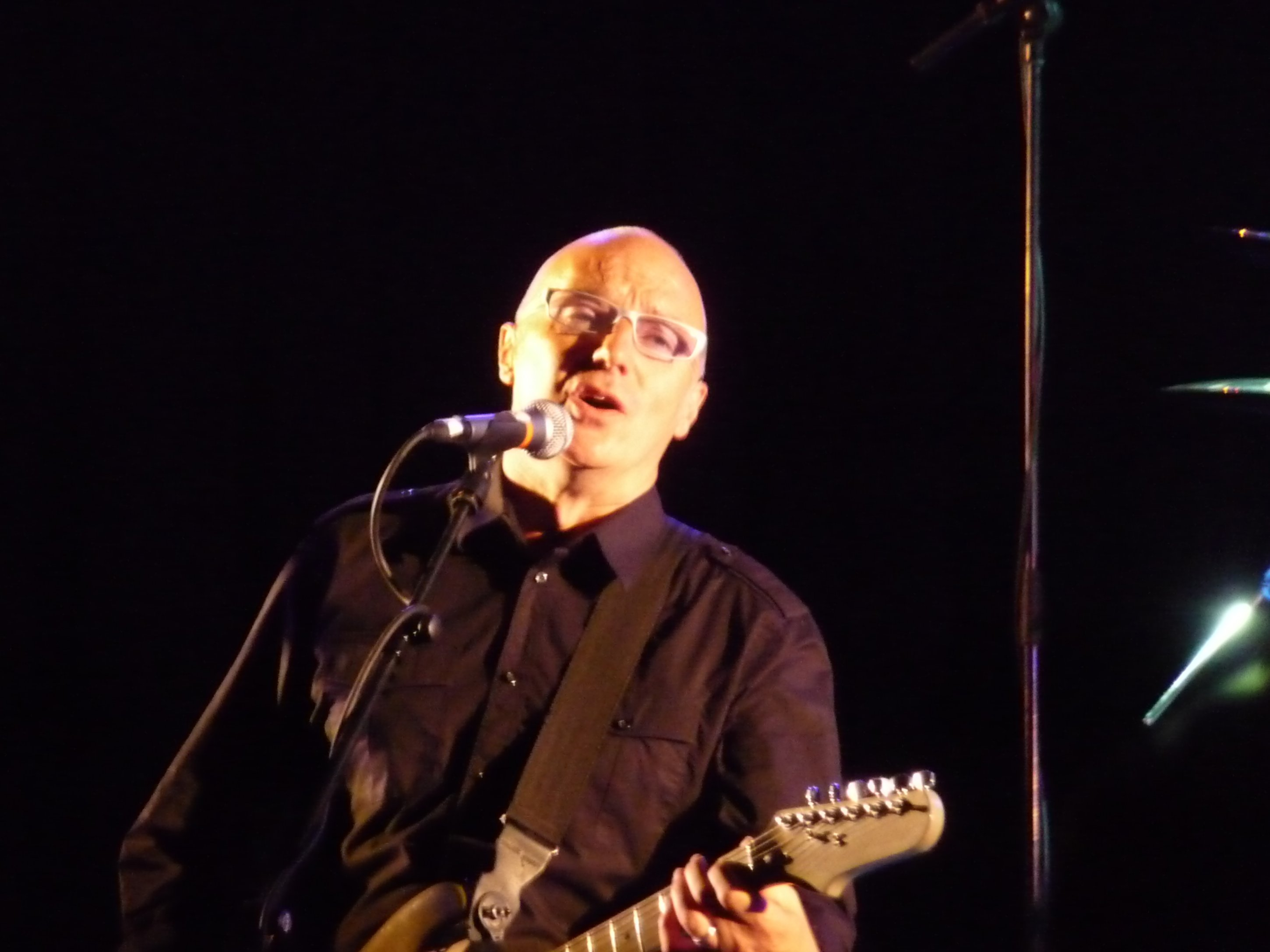
Midge Ure im Duisburger Theater am Marientor, 7. August 2009

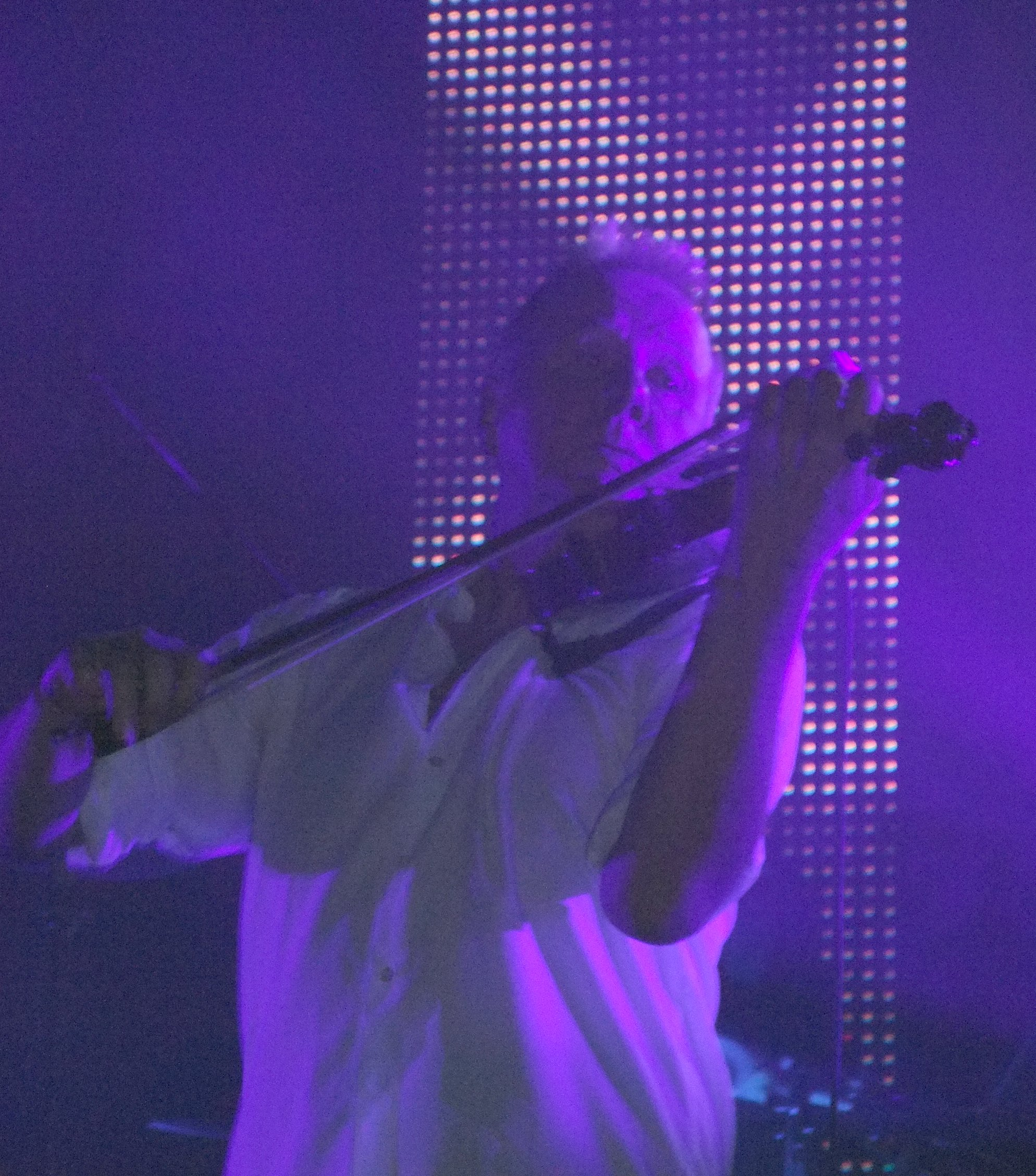
Billy Currie im Londoner Roundhouse, 30. April 2009

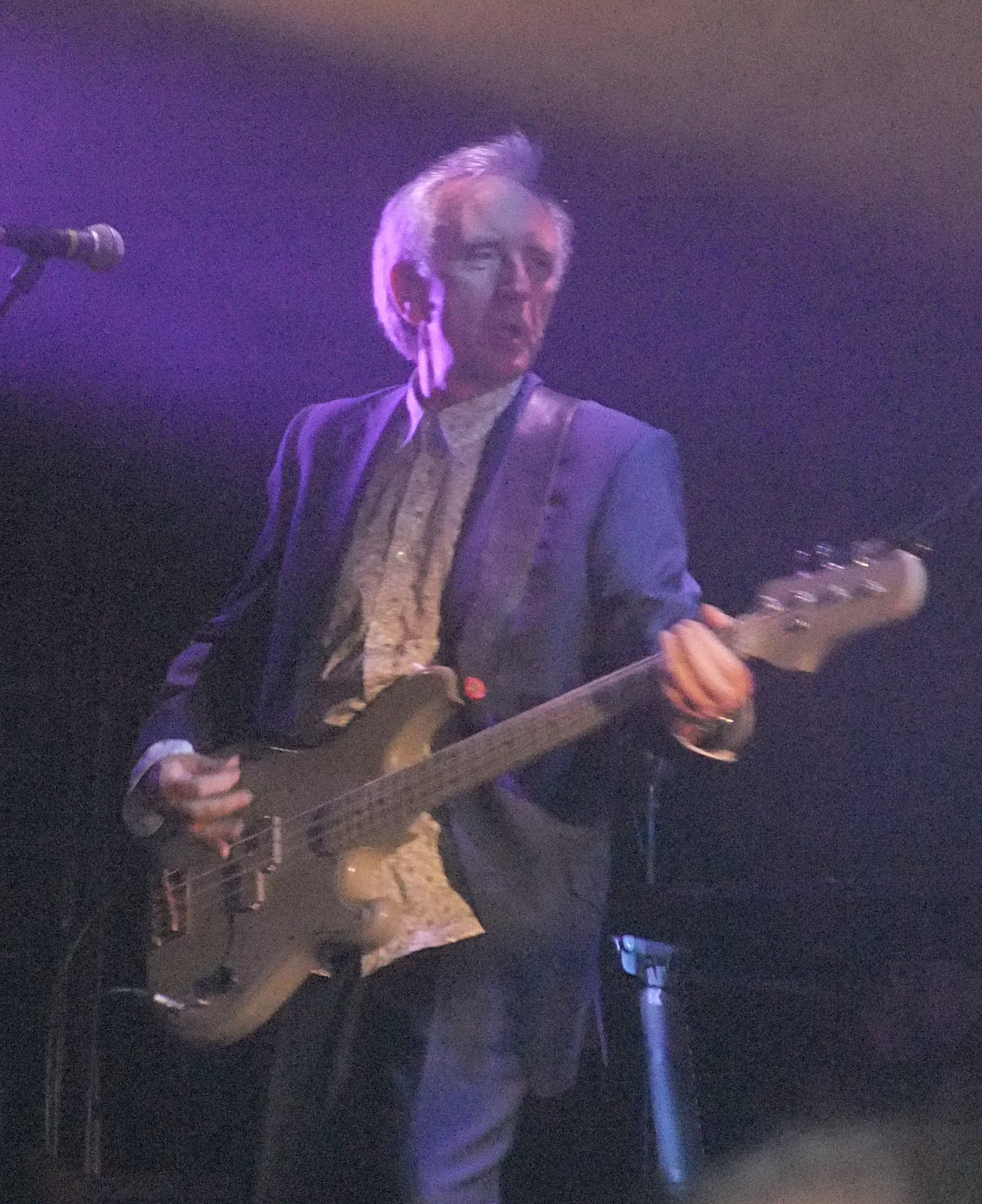
Chris Cross bei demselben Konzert

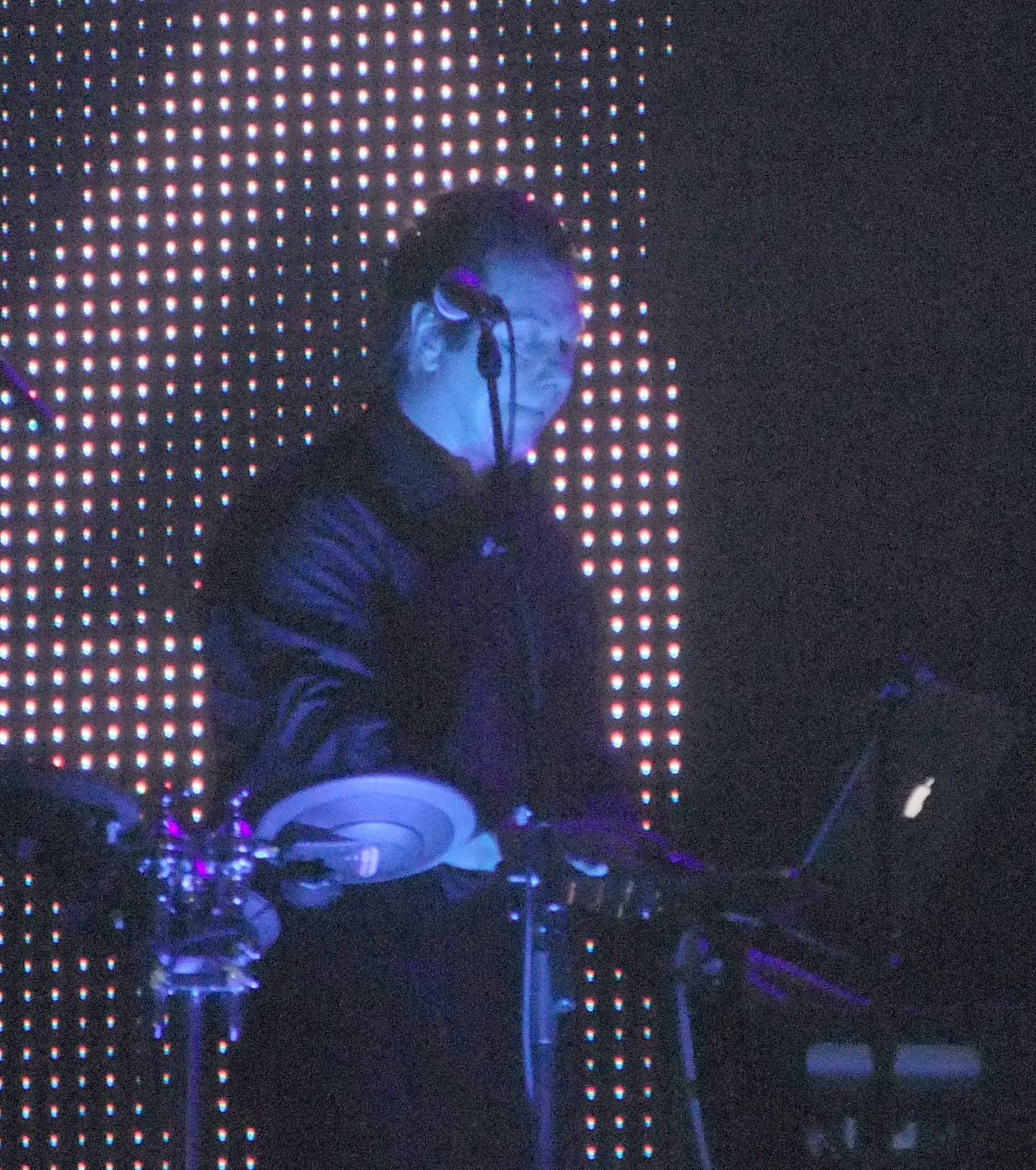
Warren Cann bei demselben Konzert

Return to Eden – Live at the Roundhouse ist das vierte Livealbum der britischen Band Ultravox. Die Aufnahmen entstanden am 30. April 2009 im Londoner Veranstaltungsort The Roundhouse im Rahmen der Konzertreihe Return to Eden, die 2009 und 2010 durch Großbritannien und andere europäische Länder führte. Die Tournee markierte das Comeback der in den 1980er-Jahren kommerziell erfolgreichen Besetzung Midge Ure, Billy Currie, Chris Cross und Warren Cann, nachdem Currie die Band mit wechselnden Mitgliedern von 1992 bis 1995 reaktiviert hatte.
Das vollständige Konzert mit insgesamt 18 Titeln erschien als Boxset auf zwei CDs und einer DVD. Als weitere Formate wurden eine um fünf Titel reduzierte CD sowie eine gesonderte DVD veröffentlicht.

## Entstehungsgeschichte
Midge Ure und Billy Currie kamen anlässlich der Neuauflage der sechs Alben aus der Zeit bei Chrysalis Records wenige Tage nach Veröffentlichung der Remastered Definitive Edition von Vienna zusammen, um eine Akustikversion des fast 30 Jahre alten Titelstückes zu Promotionszwecken zu spielen. Der Song wurde am 2. Oktober 2008 in den Abbey Road Studios aufgenommen und im britischen Radiosender Absolute Radio in der Geoff Lloyd’s Hometime Show live ausgestrahlt. Da die Bandmitglieder nach der Auflösung von Ultravox im Jahr 1988 kaum noch Kontakt hatten und Ure und Currie darüber hinaus in rechtliche Auseinandersetzungen um den Bandnamen verwickelt waren, sorgte der öffentliche Auftritt beider Musiker in der Fangemeinde für großes Aufsehen. Etwa zur selben Zeit bemühte sich auch der frühere Manager der Band, Chris O’Donnell, um ein Comeback.
Anfang November 2008 gab die Band auf ihrer Homepage Pläne für eine Konzertreihe in der Formation der 1980er-Jahre bekannt. Die Reunion-Tournee erhielt in Anlehnung an das fünfte Studioalbum Rage in Eden den Namen Return to Eden. Mehr als 23 Jahre nach ihrem letzten gemeinsamen Auftritt bei Live Aid gaben Midge Ure, Billy Currie, Chris Cross und Warren Cann von Mitte April bis Anfang Mai 2009 insgesamt 17 Konzerte in Großbritannien und Irland. Am 7. August 2009 spielte die Band ein Zusatzkonzert im Duisburger Theater am Marientor. Ausverkaufte Hallen zeugten von einer sehr guten Publikumsresonanz, die die Band im Folgejahr zu einer europaweiten Fortsetzung der Tournee unter dem Titel Return to Eden Part II veranlasste. In Deutschland und der Schweiz fanden im April 2010 insgesamt sieben Konzerte statt. Zusammen mit anderen Vertretern der New-Wave-Ära wie Alphaville und The Human League hatte die Band im August 2010 unter anderem sechs Auftritte im Rahmen des Forever Young Festivals in Schweden, nachdem sie bereits Mitte 2009 am Isle of Wight Festival und Lokerse Feesten in Belgien teilgenommen hatte.

## Titelliste
CD 1:
1. Astradyne – 7:18
2. Passing Strangers – 5:02
3. We Stand Alone – 6:04
4. Mr. X – 6:58
5. Visions in Blue – 5:11
6. The Thin Wall – 6:19
7. I Remember (Death in the Afternoon) – 5:10
8. Rage in Eden – 4:11
9. Lament – 5:02

CD 2:
1. One Small Day – 4:48
2. All Stood Still – 4:44
3. Your Name (Has Slipped My Mind) – 5:42
4. Vienna – 5:21
5. Reap the Wild Wind – 4:33
6. Dancing With Tears in My Eyes – 5:29
7. Hymn – 7:41
8. Sleepwalk – 3:52
9. The Voice – 7:24

Die Abfolge der Titel entspricht der Setlist des Konzertes, wobei die letzten beiden Songs Zugaben waren. Die DVD enthält zusätzlich die Dokumentation Building Eden über das Comeback und die Proben der Band. Auf der vom Umfang verringerten CD fehlen We Stand Alone, Visions in Blue, All Stood Still, Your Name (Has Slipped My Mind) und Reap the Wild Wind.
Für die zweite Konzertreihe 2010 wurden New Europeans, White China und Love’s Great Adventure anstelle von Your Name (Has Slipped My Mind) neu in das Programm aufgenommen. Ende März 2011 erschienen Livemitschnitte dieser drei Titel zusammen mit der deutschen Version Herr X des Songs Mr. X auf der EP Moments from Eden.

## Veröffentlichungen
Das Album wurde am 5. April 2010 in Großbritannien und vier Tage später in Deutschland veröffentlicht. Am 17. April 2010 erreichte es Platz 75 in den britischen Albumcharts und verweilte dort eine Woche. Darüber hinaus erschien die DVD einzeln am 12. Juli 2010 in Großbritannien und am 30. Juli in Deutschland.